# Ceropegia purpurascens
Ceropegia purpurascens är en oleanderväxtart som beskrevs av Karl Moritz Schumann. Ceropegia purpurascens ingår i släktet Ceropegia och familjen oleanderväxter. Inga underarter finns listade i Catalogue of Life.